# Famille O'Byrne
Pour les articles homonymes, voir Byrne.
La famille O'Byrne (en irlandais : Ó Broin) est un clan irlandais descendant de Bran mac Máel Mórda, roi du Leinster, du sept Uí Fáeláin des Uí Dúnlainge. Au cours de l'invasion normande de l'Irlande au XIIe siècle, ils perdent leurs territoires ancestraux autour de Kildare et s'installent dans le Sud de l'actuel comté de Wicklow.
Le siège d'un des septs cadets des O'Byrne, Uí Broin ou Branaigh, est installé à Ballinacor et contrôle les terres alentour connues en tant que Crioch Branach.